# Боже (Горњопровансалски Алпи)
Боже (фр. Beaujeu) насеље је и општина у Француској у региону Прованса-Алпи-Азурна обала, у департману Горњопровансалски Алпи која припада префектури Дињ ле Бен.
По подацима из 2011. године у општини је живело 147 становника, а густина насељености је износила 3,22 становника/km². Општина се простире на површини од 45,68 km². Налази се на средњој надморској висини од 880 метара (максималној 2153 m, а минималној 821 m).

## Демографија
| 1962. | 1968. | 1975. | 1982. | 1990. | 1999. | 2011. |
| ----- | ----- | ----- | ----- | ----- | ----- | ----- |
| 63    | 92    | 110   | 109   | 129   | 152   | 147   |

График промене броја становника у току последњих година